# Carlos VII de Hohenlohe-Neuenstein
Carlos VII (III) Otón de Hohenlohe-Neuenstein (en alemán: Kraft VII (III) von Hohenlohe-Neuenstein-Weikersheim; Langenburg, 14 de noviembre de 1582-Regensburg, 11 de septiembre de 1641) fue conde y señor de Hohenlohe-Neuenstein-Weikersheim.

## Vida pública
Era el tercer hijo del Conde Wolfgang de Hohenlohe-Weikersheim (Valdenburg, 14 de junio de 1546-Weikersheim, 28 de marzo de 1610), y de su segunda esposa Magdalena de Nassau-Dillenburg (Dillenburg, 15 de diciembre de 1547-Öhringen, 16 de mayo de 1633) hija del Conde Guillermo "el Rico" de Nassau-Dilenburg y de Juliana de Scholberg-Wernigerode.
Sus hermanos eran Jorge Federico (1569-1647), conde de Hohenlohe en Weikersheim, Luis Casimiro (1578-1604), Felipe Ernesto (1610-1584), conde de Langenburg y Albrecht (1585-1605).
Durante la Guerra de los Treinta Años, la familia Hohenloe huyó a Ohrdruf. Murió en Ratisbona el 11 de octubre de 1641 y fue enterrado en Neuenchstein.